# River Almond (vattendrag i Storbritannien, lat 56,02, long -3,26)
River Almond är ett vattendrag i Storbritannien.   Det ligger i riksdelen Skottland, i den centrala delen av landet, 500 km norr om huvudstaden London.